# Joaquim José Lobato de Faria
Joaquim José Lobato de Faria CvTE • MPVM • CvC • CvA • MPBS • MPCE (bap. Goa, Goa Norte, Tiswadi, Pangim, 2 de Julho de 1828 – Bissau, 1877) foi um militar e administrador colonial português.

## Família
Quarto filho varão de Francisco Xavier Lobato de Faria e de sua mulher Violante Elvira Pinto Ferreira de Gouveia.

## Biografia
Assentou praça a 4 de Junho de 1842, Alferes a 28 de Agosto de 1843, colocado no Batalhão de Timor e Solor, sendo transferido no mesmo posto para o Exército da Índia por Carta-Patente de 15 de Janeiro de 1852, Tenente a 12 de Janeiro de 1853, Capitão a 19 de Junho de 1861 e Major a 23 de Junho de 1875.
Era 69.º Capitão-Mor Interino em exercício de Bissau desde 187? quando morreu em 1877.
Cavaleiro da Ordem Militar de Cristo a 22 de Abril de 1853, condecoração esta que foi concedida na sequência da intervenção que teve na repressão dos rebeldes de Satari, Cavaleiro da Ordem Militar da Torre e Espada, do Valor, Lealdade e Mérito a 26 de Março de 1862, Cavaleiro da Ordem Militar de Avis a 4 de Outubro de 1862, Medalha de Prata de Valor Militar a 24 de Julho de 1866, Medalha de Prata de Bons Serviços e Medalha de Prata de Comportamento Exemplar.

## Casamentos e descendência
Casou primeira vez com Ana Joaquina Godinho de Mira (Goa, Goa Norte, Tiswadi, Pangim, 21 de Maio de 1831 - ?), sem geração.
Casou segunda vez em Goa, Goa Norte, Tiswadi, Ribandar, a 9 de Novembro de 1850 com Maria Luísa Carneiro de Sousa e Faro (Goa, Goa Norte, Tiswadi, Ribandar, 25 de Dezembro de 1833 - Lisboa, 24 de Novembro de 1907), irmã do 1.º Conde de Sousa e Faro e filha de Bernardo Carneiro de Sousa e Faro (filho bastardo, cuja mãe era Chinesa) e de sua mulher Maria Rita Correia Mendes, da qual teve duas filhas: 
- Maria da Conceição Lobato de Faria, sepultada em Santa Inês, em campa brasonada: escudo partido de Lobato e de Faria[10]
- Violante Elvira Lobato de Faria (bap. Goa, Goa Norte, Bardez, Mapuçá, 13 de Setembro de 1854 aos 11 meses - ?), condecorada com a Medalha de Bronze de Socorros a Náufragos, casada em Lisboa, Carnide, a 25 de Dezembro de 1881 com José Joaquim de Freitas de Almeida (Porto, Cedofeita, 14 de Janeiro de 1858 - Lisboa, 7 de Maio de 1922)

Fora dos casamentos, e de mãe incógnita, teve uma filha natural: 
- Maria Lobato de Faria (1860 - Goa, Goa Norte, Tiswadi, Pangim, 29 de Junho de 1864)